# Бибилашвили, Юрий Константинович
Юрий Константинович Бибилашвили (26 февраля 1935, Москва — 4 декабря 2018, там же) — советский и российский учёный в области физикохимии, член-корреспондент РАН (2000).

## Биография
Окончил МИФИ по специальности «конструирование и эксплуатация физико-энергетических установок».
С 1962 по 2013 год работал во ВНИИНМ (Всероссийский НИИ неорганических материалов им. А. А. Бочвара). Директор отделения, с 1993 по 2001 год — заместитель генерального директора, в 2002—2007 годах — главный научный сотрудник, с 2007 по 2013 год — советник генерального директора ВНИИНМ.
Специалист в области разработки конструкций и технологии производства тепловыделяющих элементов для реакторных установок атомных электростанций.
Доктор технических наук. Профессор МИФИ. Член-корреспондент РАН (2000).
Соавтор 3 книг, одной монографии, одного учебного пособия, 21 изобретения, три из которых запатентованы за рубежом
Скончался 4 декабря 2018 года. Похоронен в Москве на Ваганьковском кладбище рядом с близкими (участок 29).

## Награды и премии
- Лауреат Ленинской премии (1984).
- Лауреат Государственной премии СССР (1974).
- заслуженный деятель науки и техники РСФСР.